# Antonio Damato
Antonio Damato (født 15. august 1972) er en italiensk fodbolddommer. Han har dømt internationalt under det internationale fodboldforbund FIFA siden 2010, hvor han er indrangeret som Category 2-dommer, der er det tredjehøjeste niveau for internationale dommere.

## Kampe med danske hold
- Den 28. juli 2011: Kvalifikation til Europa League: SV Ried – Brøndby IF 2-0.